# Miguel Ángel Moyà
Miguel Ángel Moyà Rumbo, noto come Miguel Ángel Moyà (Binissalem, 2 aprile 1984), è un ex calciatore spagnolo, di ruolo portiere.

## Carriera

### Club

#### Maiorca
Nato a Binissalem, Maiorca, Moyà ha fatto il suo debutto da professionista con il Maiorca, il 29 agosto 2004. 
Complessivamente ha disputato oltre 100 partite con la squadra Baleare

#### Valencia
Alla fine di giugno 2009, Moyà si trasferisce al Valencia per circa € 5 milioni.
Fa il suo debutto ufficiale contro il Siviglia alla prima di campionato, una vittoria per 2-0, ma perde il posto da titolare in favore di César Sánchez, dopo alcuni errori.

#### Getafe
Il 15 giugno 2011, Moyà si trasferisce al Getafe in prestito, come parte della transazione che coinvolge Daniel Parejo . Alla fine della campagna di mercato firma un contratto di quattro anni.
Moyà ha subito un infortunio al ginocchio nel marzo 2014 durante una partita contro l'Espanyol, che lo ha escluso per il resto della stagione .

#### Atlético Madrid
Il 4 giugno 2014, Moyà ha firmato un contratto triennale con i campioni della Liga, l'Atlético Madrid. 
Durante la sua presentazione il giorno successivo, ha dichiarato: "Questo è il momento migliore per arrivare. L'Atlético Madrid è una delle più grandi squadre d'Europa e lo ha dimostrato chiaramente".
Moyà ha fatto il suo debutto nella gara di andata della Supercopa de España 2014, il 19 agosto, un pareggio per 1-1 in casa del Real Madrid. Dopo aver subito un infortunio alla coscia sinistra durante la partita di Champions League contro il Bayer Leverkusen,  ha perso la sua posizione di titolare a favore di Jan Oblak, limitando le sue presenze alla Copa del Rey.

### Nazionale
Moyà ha partecipato con la nazionale spagnola Under-21 alle qualificazioni agli Europei del Under-21 2007.

## Statistiche

### Presenze e reti nei club
Statistiche aggiornate al 15 febbraio 2018.
| Stagione               | Squadra                | Campionato             | Campionato | Campionato | Coppe nazionali | Coppe nazionali | Coppe nazionali | Coppe continentali | Coppe continentali | Coppe continentali | Altre coppe | Altre coppe | Altre coppe | Totale | Totale |
| Stagione               | Squadra                | Comp                   | Pres       | Reti       | Comp            | Pres            | Reti            | Comp               | Pres               | Reti               | Comp        | Pres        | Reti        | Pres   | Reti   |
| ---------------------- | ---------------------- | ---------------------- | ---------- | ---------- | --------------- | --------------- | --------------- | ------------------ | ------------------ | ------------------ | ----------- | ----------- | ----------- | ------ | ------ |
| 2004-2005              | Maiorca                | PD                     | 32         | -55        | CR              | 0               | 0               | -                  | -                  | -                  | -           | -           | -           | 32     | -55    |
| 2005-2006              | Maiorca                | PD                     | 9          | -15        | CR              | 1               | -4              | -                  | -                  | -                  | -           | -           | -           | 10     | -19    |
| 2006-2007              | Maiorca                | PD                     | 16         | -14        | CR              | 4               | -5              | -                  | -                  | -                  | -           | -           | -           | 20     | -19    |
| 2007-2008              | Maiorca                | PD                     | 29         | -35        | CR              | 2               | -1              | -                  | -                  | -                  | -           | -           | -           | 31     | -36    |
| 2008-2009              | Maiorca                | PD                     | 13         | -20        | CR              | 1               | -1              | -                  | -                  | -                  | -           | -           | -           | 14     | -21    |
| Totale Maiorca         | Totale Maiorca         | Totale Maiorca         | 99         | -139       |                 | 8               | -11             |                    | -                  | -                  |             | -           | -           | 107    | -150   |
| 2009-2010              | Valencia               | PD                     | 8          | -11        | CR              | 4               | -6              | UEL                | 6                  | -7                 | -           | -           | -           | 18     | -24    |
| 2010-2011              | Valencia               | PD                     | 4          | -4         | CR              | 1               | 0               | UCL                | 1                  | 0                  | -           | -           | -           | 6      | -4     |
| Totale Valencia        | Totale Valencia        | Totale Valencia        | 12         | -15        |                 | 5               | -6              |                    | 7                  | -7                 |             | -           | -           | 24     | -28    |
| 2011-2012              | Getafe                 | PD                     | 36         | -48        | CR              | 0               | 0               | -                  | -                  | -                  | -           | -           | -           | 36     | -48    |
| 2012-2013              | Getafe                 | PD                     | 32         | -44        | CR              | 2               | -3              | -                  | -                  | -                  | -           | -           | -           | 34     | -47    |
| 2013-2014              | Getafe                 | PD                     | 26         | -40        | CR              | 0               | 0               | -                  | -                  | -                  | -           | -           | -           | 26     | -40    |
| Totale Getafe          | Totale Getafe          | Totale Getafe          | 94         | -132       |                 | 2               | -3              |                    | -                  | -                  |             | -           | -           | 96     | -135   |
| 2014-2015              | Atlético Madrid        | PD                     | 27         | -23        | CR              | 0               | 0               | UCL                | 7                  | -1                 | SS          | 2           | -1          | 36     | -25    |
| 2015-2016              | Atlético Madrid        | PD                     | 0          | 0          | CR              | 6               | -5              | UCL                | 0                  | 0                  | -           | -           | -           | 6      | -5     |
| 2016-2017              | Atlético Madrid        | PD                     | 9          | -6         | CR              | 8               | -9              | UCL                | 1                  | -2                 | -           | -           | -           | 18     | -17    |
| 2017-2018              | Atlético Madrid        | PD                     | 0          | 0          | CR              | 6               | -6              | UCL + UEL          | 0+1                | 0+-1               | -           | -           | -           | 7      | -7     |
| Totale Atlético Madrid | Totale Atlético Madrid | Totale Atlético Madrid | 36         | -29        |                 | 20              | -20             |                    | 9                  | -4                 |             | 2           | -1          | 67     | -54    |
| Totale carriera        | Totale carriera        | Totale carriera        | 241        | -315       |                 | 34              | -40             |                    | 17                 | -11                |             | 2           | -1          | 294    | -366   |

## Palmarès

### Club
- Supercoppa di Spagna: 1

Atlético Madrid: 2014
- Coppa di Spagna: 1

Real Sociedad: 2019-2020

### Nazionale
- Campionato europeo di calcio Under-19: 1

2002